# Porto Rafael
Porto Rafael è un borgo sito in territorio del comune di Palau, in prossimità di Punta Sardegna, nella parte nord della Sardegna.

## Geografia fisica
La frazione si affaccia sull'insenatura di Cala Inglese, di fronte all'Arcipelago di La Maddalena, nella parte più a nord del Comune di Palau.
È un villaggio formato prevalentemente da case bianche in stile mediterraneo, concentrate attorno alla piazzetta principale. Vi si trova anche la piccolissima chiesetta di Santa Rita. Ai lati della spiaggetta vi sono dei porticcioli per l'approdo delle imbarcazioni.

## Storia
L'insediamento di Porto Rafael nasce all'inizio degli anni sessanta, su idea di Rafael Neville, conte di Berlanga, con l'aiuto di architetti e impresari della zona. Si narra che il nobile spagnolo, figlio del regista Edgar Neville, conte di Berlanga del Duero, e di Angeles Neville y Rubio Arguelles, fu portato a costruire questo piccolo borgo in seguito a una visione notturna avuta in sogno.
Dopo aver acquistato, nel 1962, due ettari di terreno, Neville costruisce il primo edificio, la sua casita, adiacente al mare, a nord della spiaggetta. La casa verrà venduta nel 1965 al pittore inglese John Strachey.
Attorno alla piazzetta, progettata dallo stesso Rafael, sorsero in poco tempo alcuni locali, punti di ritrovo della bella vita di quegli anni. Infatti, Porto Rafael divenne subito meta vacanziera di personaggi dello spettacolo, artisti, industriali e nobili provenienti da tutto il mondo.

## Servizi
A circa 600 metri a nord di Porto Rafael si trova la Marina di Porto Rafael, con il suo Yacht Club Punta Sardegna.

## Eventi sportivi
- Trofeo Mario Formenton: dallo Yacht Club ogni anno parte e arriva la regata di vela dedicata alla memoria di Mario Formenton.[6]
- Trofeo Vela Latina: si svolge nello specchio di mare di Porto Rafael la gara annuale di vela latina, organizzata in collaborazione con l'associazione AIVeL.[7]